# Fissurina elixii
Fissurina elixii är en lavart som först beskrevs av A. W. Archer, och fick sitt nu gällande namn av A. W. Archer. Fissurina elixii ingår i släktet Fissurina och familjen Graphidaceae.   Inga underarter finns listade i Catalogue of Life.